# توماس سيلفا
توماس سيلفا (بالإسبانية: Tomás Silva)‏ (2 فبراير 1966 بالأوروغواي - ) هو لاعب كرة قدم أوروغواني في مركز الوسط. لعب مع الجامعي دي بيرو وناسيونال مونتيفيديو.

## وصلات خارجية
- توماس سيلفا على موقع قاعدة بيانات كرة القدم.إي يو (الإنجليزية)
- توماس سيلفا على موقع قاعدة بيانات كرة القدم.إي يو (الإنجليزية)
- توماس سيلفا على موقع قاعدة بيانات كرة القدم.إي يو (الإنجليزية)